# Campanula mekongensis
Campanula mekongensis är en klockväxtart som beskrevs av Friedrich Ludwig Diels och Cheng Yih Wu. Campanula mekongensis ingår i släktet blåklockor, och familjen klockväxter. Inga underarter finns listade i Catalogue of Life.